# Śmiardowo Krajeńskie
Śmiardowo Krajeńskie (prononciation : [ɕmjarˈdɔvɔ kraˈjɛɲskʲɛ], en allemand : Schmirtenau) est un  village polonais de la gmina de Krajenka dans le powiat de Złotów de la voïvodie de Grande-Pologne dans le centre-ouest de la Pologne.
Il se situe à environ 7 kilomètres au sud de Krajenka (siège de la gmina), 13 km au sud de Złotów (siège du powiat), et à 95 km au nord de Poznań (capitale de la Grande-Pologne).

## Histoire
De 1975 à 1998, le village faisait partie du territoire de la voïvodie de Piła.

Depuis 1999, Śmiardowo Krajeńskie est situé dans la voïvodie de Grande-Pologne.
Le village possède une population de 470 habitants en 2006.